# Cap Classique
Der Begriff Cap Classique oder auch Methode Cap Classique wurde 1992 in Südafrika zur Bezeichnung des nach Champagnermethode (Methode Champenoise) hergestellten lokalen Schaumweins eingeführt. Da die Bezeichnung Champagner geschützt ist und nur für Schaumwein der in der Weinbauregion Champagne in Frankreich (→ Weinbau in Frankreich) nach streng festgelegten Regeln angebaut und gekeltert wird verwendet werden darf, wurde hier ein neuer Begriff eingeführt. Dieser Begriff für eine Flaschengärung wurde mit dem Namen an das französische Vorbild angelehnt.
Siehe auch den Artikel Weinbau in Südafrika.

## Belege
1. ↑  Begriffsbestimmung der Methode Cap Classique, abgerufen am 27. November 2011